# 山川岡児ケ水
山川岡児ケ水（やまがわおかちょがみず）は、鹿児島県指宿市の大字。旧薩摩国頴娃郡山川郷岡児ケ水村、揖宿郡山川村大字岡児ケ水、揖宿郡山川町大字岡児ケ水。人口は1,202人、世帯数は536世帯（2010年10月1日現在）。郵便番号は891-0513である。
岡児ケ水の通称として徳光（とっこう）とも呼ばれており、江戸時代中期頃にサツマイモを琉球から岡児ケ水村に持ち込み、栽培に成功しのちに普及させたとされる前田利右衛門を祭神とする徳光神社が明治時代に創建されて以来の通称であるとされている。徳光神社には「さつまいも発祥の地」の石碑がある。

## 地理
薩摩半島の最南端に位置しており、指宿市の南西部に位置する。字域の北方には山川大山、東方には山川浜児ケ水、西方には開聞川尻がそれぞれ隣接している。字域の南部は海に面しており、長崎鼻と大隅半島の立目崎を結ぶ線を境界に以北は鹿児島湾、以南は東シナ海に面している。
字域の概ね海岸線に沿って開聞川尻にある川尻港から山川までを結ぶ鹿児島県道242号川尻浦山川線が通り、長崎鼻から開聞を結ぶ鹿児島県道243号長崎鼻公園開聞線がフラワーパーク付近から県道242号に重複して西方向に通っている。
教育施設は、かつては字域の西部に指宿市立徳光小学校があったが2021年（令和3年）3月31日を以て閉校となった。小学校跡地周辺に集落が形成されている。字域の南部にはフラワーパークかごしまや長崎鼻公園があり、鹿児島県の観光名所としても知られる。

### 地名の由来
民俗学者である柳田國男の著書である「地名の研究」によると「児水」と呼ばれる清水から村の名前を得て、児水を岡（岡児ケ水）と浜（浜児ケ水）の二地区に分けたと記載されている。
また、「岡児ケ水」は難読地名であり、平凡社の『日本歴史地名大系』（1998年刊行）には「児ケ水」（ちょがみず）として、東京堂出版の『難読地名辞典』（1993年刊行）には「岡児ケ水」（おかちょうがみず）として掲載されている。

### 天然記念物
- 鹿児島県のソテツ自生地
長崎鼻付近のソテツの自生地が1948年（昭和23年）に国指定の特別天然記念物に指定されている[10]。

### 自然公園・自然保護地区
岡児ケ水の区域のうち長崎鼻周辺は国立公園である霧島錦江湾国立公園の区域であり、地上部は第2種特別地域、海上部は普通区域に指定されている。

## 歴史

### 町村制施行まで
岡児ケ水という地名は江戸時代より見え、薩摩国頴娃郡山川郷（外城）のうちであった。村高は「三州御治世要覧」によると410石余、「旧高旧領取調帳」では443石余であったと記載されている。かつては頴娃郷に属していたが、「頴娃郷旧跡帳」の記述によると慶安三年（1650年）に頴娃郷から山川郷に編入されたとされる。
また、寛文4年（1664年）の郡村高辻帳には岡児ケ水村が記載されておらず、「列朝制度」や「元禄国絵図」には大山村（現在の山川大山）の一部として記載されている。
江戸時代の中期、1705年に岡児ケ水の村人であった前田利右衛門は琉球よりサツマイモを持ち帰り、自宅で栽培を行い、栽培に成功した後は種芋や苗を周囲の農民の配給しのちに広く普及した。前田利右衛門は明治時代になり、岡児ケ水の村人によって建立された徳光神社の祭神となった。
長崎鼻には異国船遠見番所である「望哨」が薩摩藩によって設置されており、異国船の監視を行っていた。長崎鼻について江戸時代後期に薩摩藩によって編纂された三国名勝図会には以下のように記述されている。
長崎觜 大山村にあり、此地の尖觜海中に突出すること数町にして、松樹森然たり、故に長崎觜といふ、此地に望哨を置く、遠望によきの所なればなり、—三国名勝図会第二十二巻

### 町村制施行以後
岡児ケ水村は頴娃郡の区域内であったが、山川郷のうち岡児ヶ水村、大山村以外の村は揖宿郡に属していたため、1889年（明治22年）2月19日に頴娃郡から揖宿郡に変更する旨が裁可された。同年4月1日の町村制施行によりそれまでの山川郷の区域より山川村が設置され、それまでの岡児ケ水村は揖宿郡山川村の大字「岡児ケ水」となった。1930年（昭和5年）には山川村が町制施行し、山川町の大字となった。
2006年（平成18年）1月1日に山川町が指宿市及び開聞町と新設合併し、新制の指宿市となった。大字名はそれまでの大字名に自治体の名称を冠したものに改称することとなり、大字岡児ケ水は指宿市の大字「山川岡児ケ水」となった。

## 施設

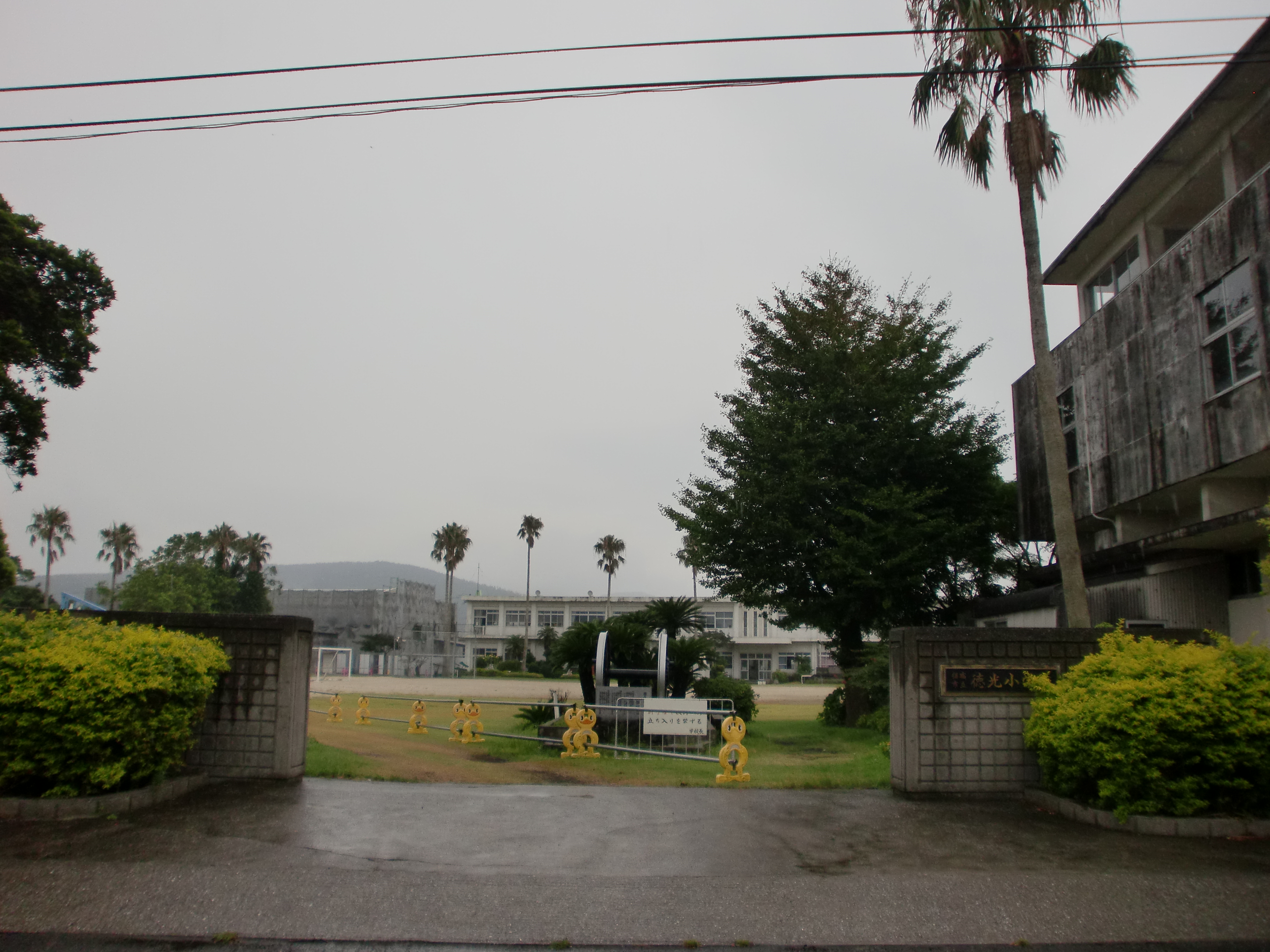
指宿市立徳光小学校（2021年閉校）

### 公共
- 区営徳光温泉[4]

### 教育
- 指宿市立徳光小学校（2021年3月31日閉校[17]）
- 慈光保育園

### 郵便局
- 徳光郵便局

### 寺社
- 徳光神社
琉球からサツマイモを持ち込んだとされる前田利右衛門を祀る神社[18]。1988年（昭和63年）に日本テレビのアナウンサーであった徳光和夫の姓と同一であるという縁から同社の社屋（2004年に移転）に徳光神社を勧請した神社が存在していた[19]。
- 龍宮神社
長崎鼻公園内にある神社であり、豊玉姫を祀る。当地から竜宮へ旅立ったとされる浦島太郎の伝説がある[20]。縁結びの神様としても知られる[21]。

## 産業

### 農業
主に畑作を中心とした農業地域であり、岡児ケ水の通称である徳光の名前を冠した「徳光スイカ」が生産されている。山川産のスイカは江戸時代に薩摩藩によって製作された地誌である「三国名勝図会」には美味であると記載されている。

### 観光

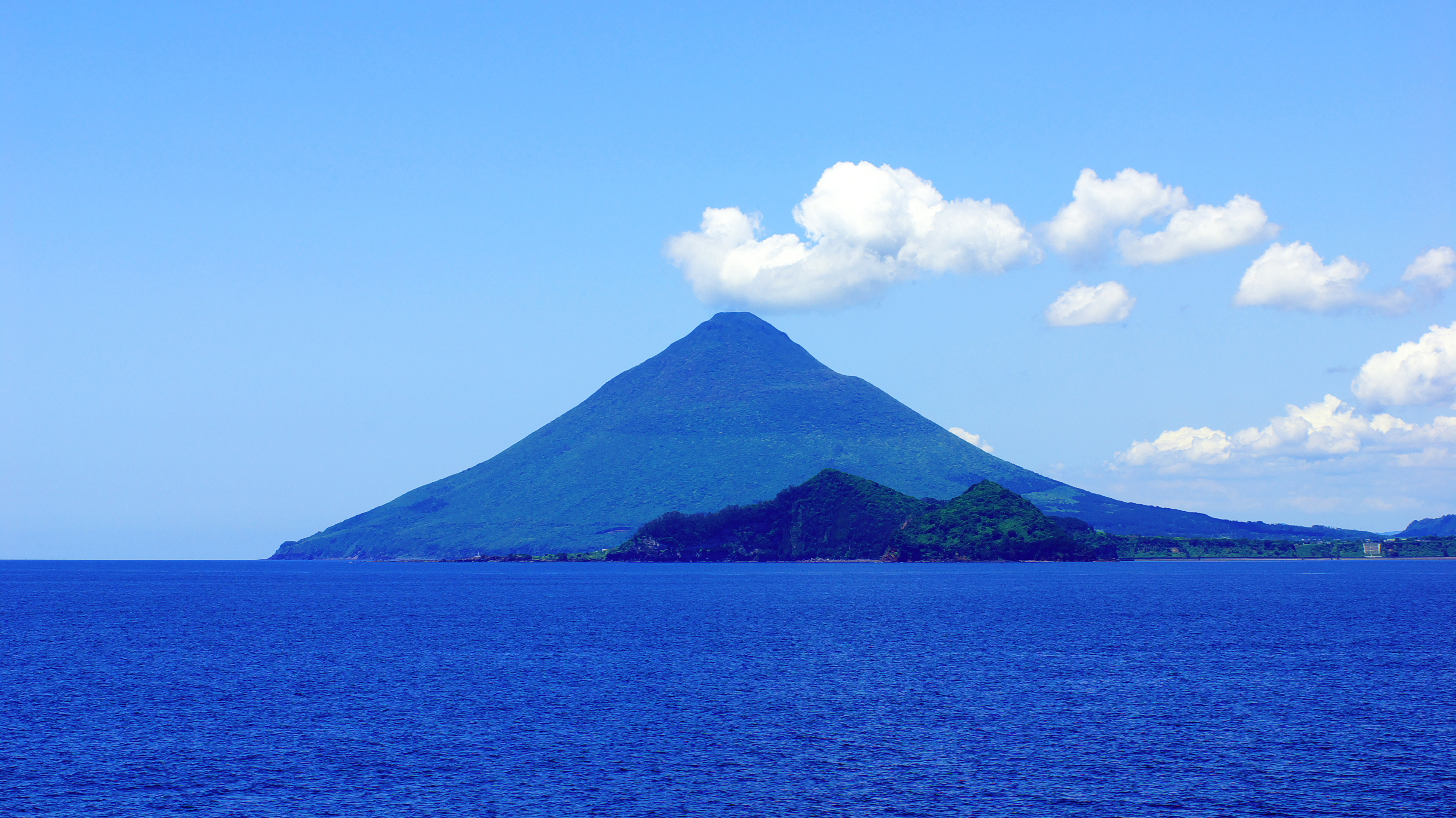
海上から見た長崎鼻と奥に見える開聞岳

- 長崎鼻
薩摩半島の最南端に位置する岬であり、国立公園である霧島錦江湾国立公園の一部を構成している。岬付近には多くの土産物店が並ぶほか、豊玉姫を祀る龍宮神社が鎮座している[4]。岬には俳人の篠原鳳作の句碑がある[24]。また、「鹿児島県のソテツ自生地」として岬付近のソテツの自生地が1948年（昭和23年）に国指定の特別天然記念物に指定されている[10]。
- フラワーパークかごしま
鹿児島県立の植物園である。

## 小・中学校の学区
市立小・中学校に通う場合、学区（校区）は以下の通りとなる。
| 大字         | 地区 | 小学校             | 中学校             |
| ------------ | ---- | ------------------ | ------------------ |
| 山川岡児ケ水 | 全域 | 指宿市立山川小学校 | 指宿市立山川中学校 |

## 交通

### 道路
県道
- 鹿児島県道242号川尻浦山川線
- 鹿児島県道243号長崎鼻公園開聞線

### 鉄道
字域内には鉄道は通過していない。最寄り駅は字域の北方に隣接する山川大山に所在している指宿枕崎線の西大山駅である。

## 著名な出身者
- 前田利右衛門 - 江戸時代中期の人物。サツマイモを琉球から持ち込んだ人物として知られる。字域内の徳光神社の祭神である[18]。神号は「玉蔓大御食持命」[12]。